# Relations entre l'Abkhazie et la Russie
 (novembre 2024).
Si vous disposez d'ouvrages ou d'articles de référence ou si vous connaissez des sites web de qualité traitant du thème abordé ici, merci de compléter l'article en donnant les références utiles à sa vérifiabilité et en les liant à la section « Notes et références ».
[à développer]

Les relations entre l'Abkhazie et la Russie sont les relations internationales entre la république d'Abkhazie et la fédération de Russie. La Russie a reconnu l'Abkhazie le 26 août 2008. L'Abkhazie dispose d'une ambassade à Moscou.

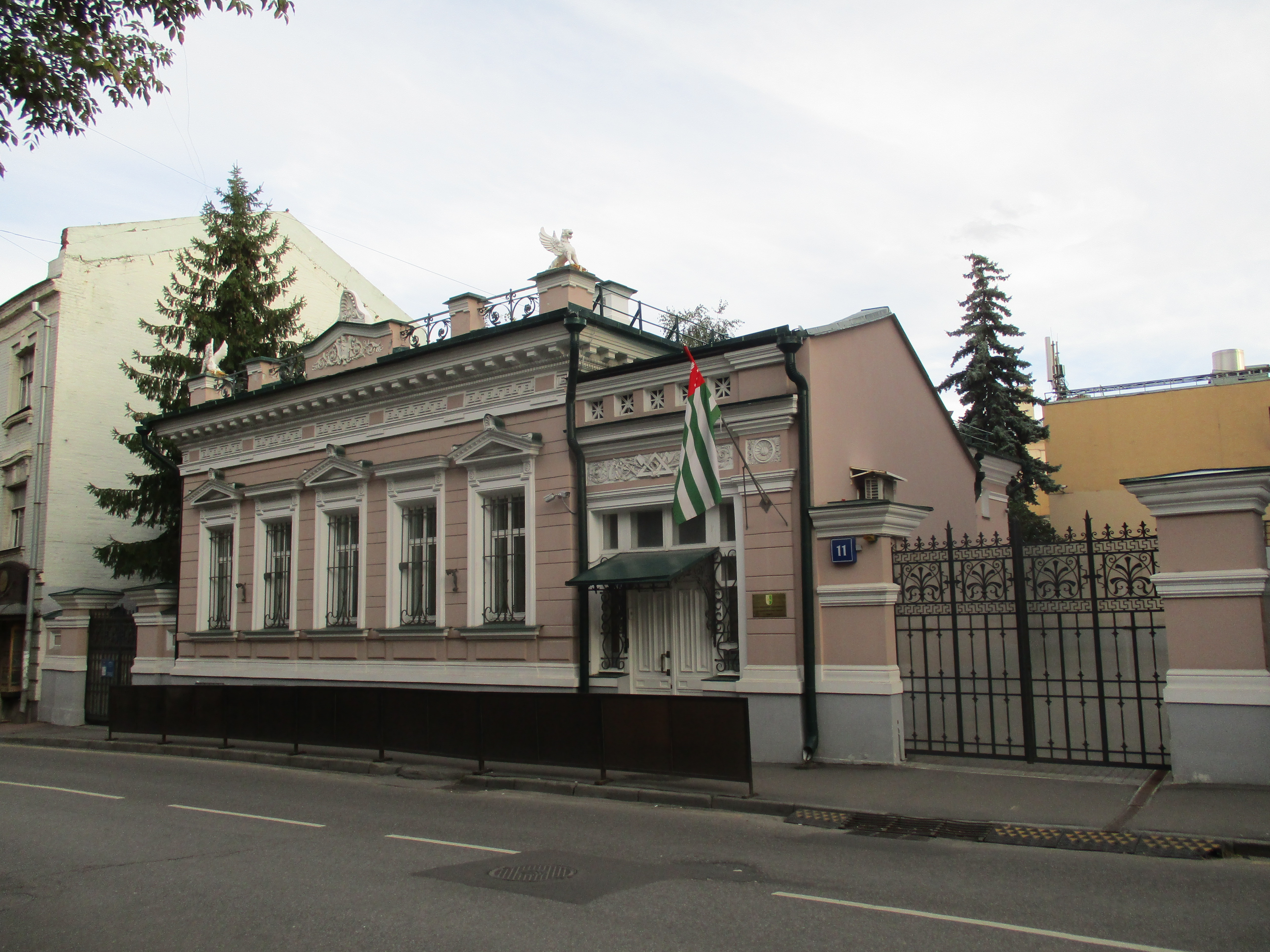
L'ambassade d'Abkhazie à Moscou.